# Comuna de Nasielsk
Nasielsk (polaco: Gmina Nasielsk) é uma gminy (comuna) na Polónia, na voivodia de Mazóvia e no condado de Nowodworski (mazowiecki). A sede do condado é a cidade de Nasielsk.
De acordo com os censos de 2004, a comuna tem 19 138 habitantes, com uma densidade 94,5 hab/km².

## Área
Estende-se por uma área de 202,47 km², incluindo:
- área agricola: 82%
- área florestal: 10%

## Demografia
Dados de 30 de Junho de 2004:
|                      | Total   | Total | Mulheres | Mulheres | Homens  | Homens |
| -------------------- | ------- | ----- | -------- | -------- | ------- | ------ |
|                      | pessoas | %     | pessoas  | %        | pessoas | %      |
| População            | 19 138  | 100   | 9684     | 50,6     | 9454    | 49,4   |
| Densidade (pop./km²) | 94,5    | 100   | 47,8     | 47,8     | 46,7    | 46,7   |

De acordo com dados de 2002, o rendimento médio per capita ascendia a 1265,22 zł.

## Subdivisões
- Aleksandrowo, Andzin, Borkowo, Broninek, Budy Siennickie, Cegielnia Psucka, Chechnówka, Chlebiotki, Chrcynno, Cieksyn, Czajki, Dąbrowa, Dębinki, Dobra Wola, Głodowo Wielkie, Jackowo Dworskie, Jackowo Włościańskie, Jaskółowo, Kątne, Kędzierzawice, Konary, Kosewo, Krogule, Krzyczki-Pieniążki, Krzyczki Szumne, Krzyczki-Żabiczki, Lelewo, Lorcin, Lubomin, Lubominek, Malczyn, Mazewo Włościańskie, Miękoszyn, Miękoszynek, Młodzianowo, Mogowo, Mokrzyce Dworskie, Mokrzyce Włościańskie, Morgi, Nowa Wieś, Nowa Wrona, Nowe Pieścirogi, Nowiny, Nuna, Paulinowo, Pniewo, Pniewska Górka, Popowo Borowe, Popowo-Południe, Popowo-Północ, Psucin, Ruszkowo, Siennica, Słustowo, Stare Pieścirogi, Studzianki, Toruń Dworski, Toruń Włościański, Wągrodno, Wiktorowo, Winniki, Zaborze, Żabiczyn.

## Comunas vizinhas
- Joniec, Nowe Miasto, Pomiechówek, Serock, Świercze, Winnica, Zakroczym